# Prattenburgse Berg
De Prattenburgse Berg is een heuvel in de gemeente Rhenen in de Nederlandse provincie Utrecht. De heuvel ligt ten noordoosten van Elst en ten zuidwesten van Veenendaal in het Prattenburgsche Bosch en maakt deel uit van de stuwwal Utrechtse Heuvelrug. Ongeveer 1200 meter naar het westen ligt de Elsterberg, ongeveer 800 meter naar het oosten ligt de Sparreboomsche Berg.
De heuvel is ongeveer 53 meter hoog.
Aan de noordkant van het bos ligt in het Prattenburgsche Bosch een grafkelder behorende tot het landgoed Prattenburg.
Op 6 oktober 1942 stortte op de Prattenburgse Berg een Halifax II bommenwerper, die terugkwam van een missie naar Duitsland, neer. Een van de bemanningsleden, de Noord-Ierse Sgt. F.A. McCluskey, kwam hierbij om het leven. Op de berg staat een monument voor hem.

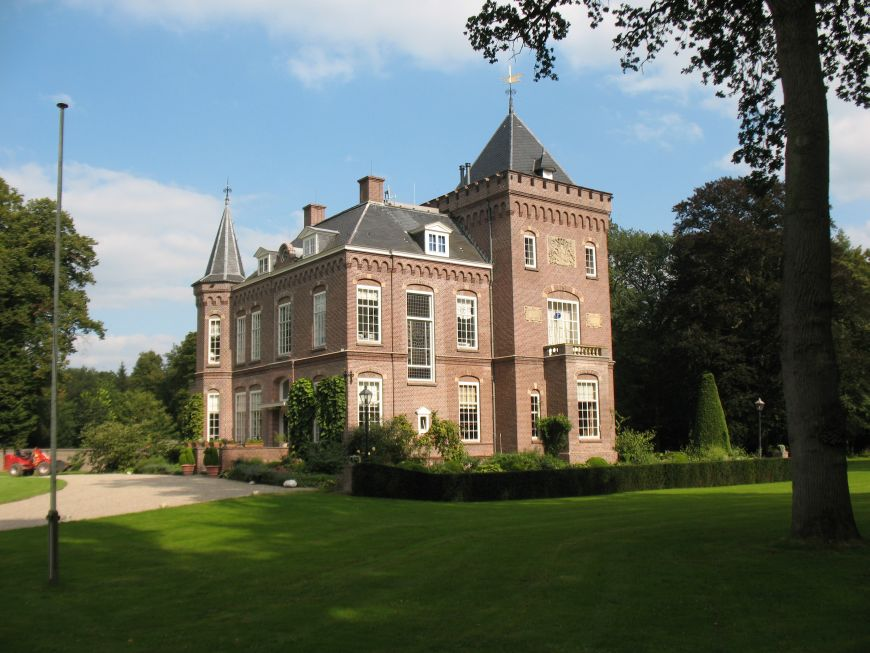
Kasteel Prattenburg
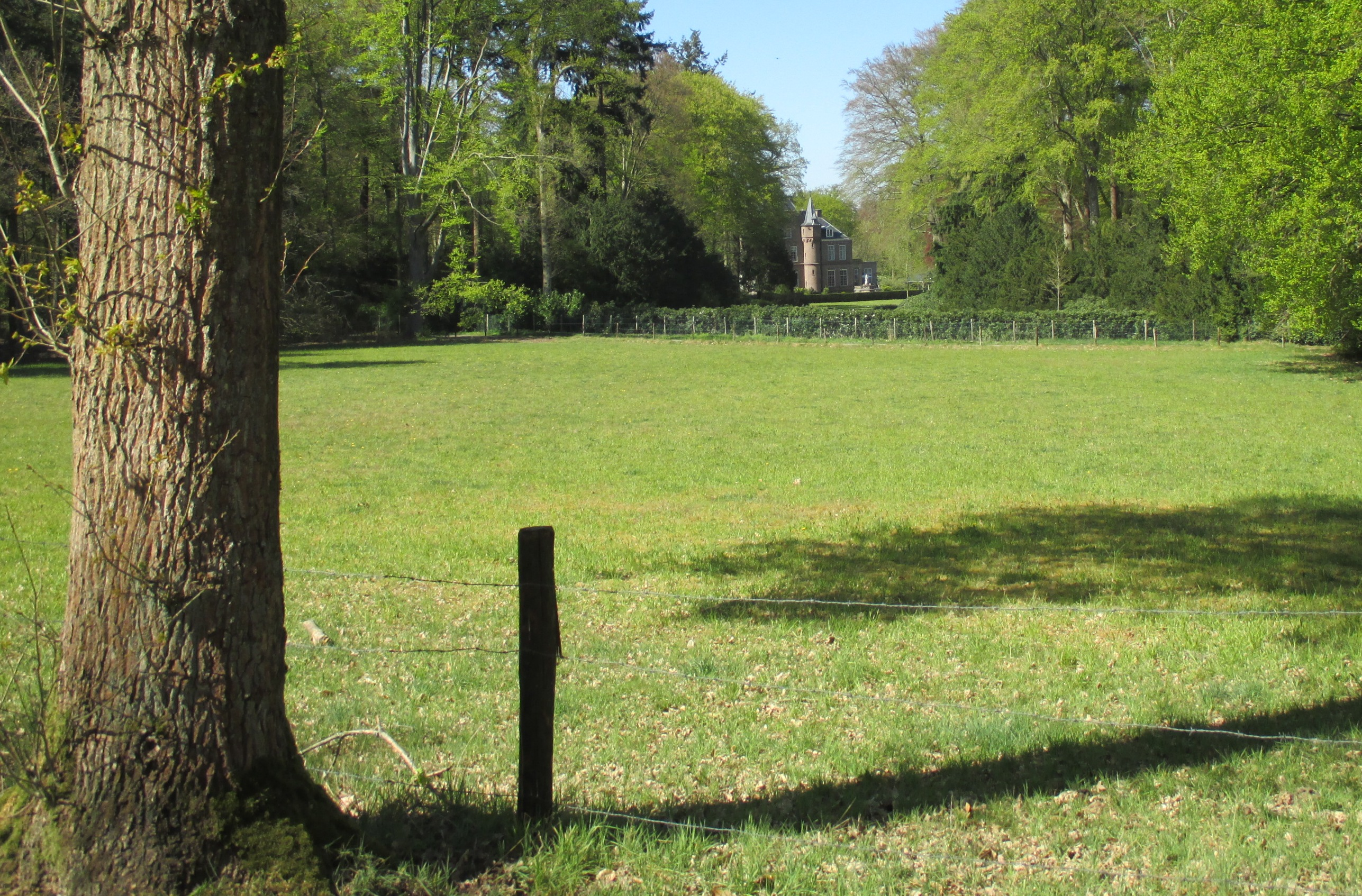
Landgoed Prattenburg. Achtergrond: het Kasteel
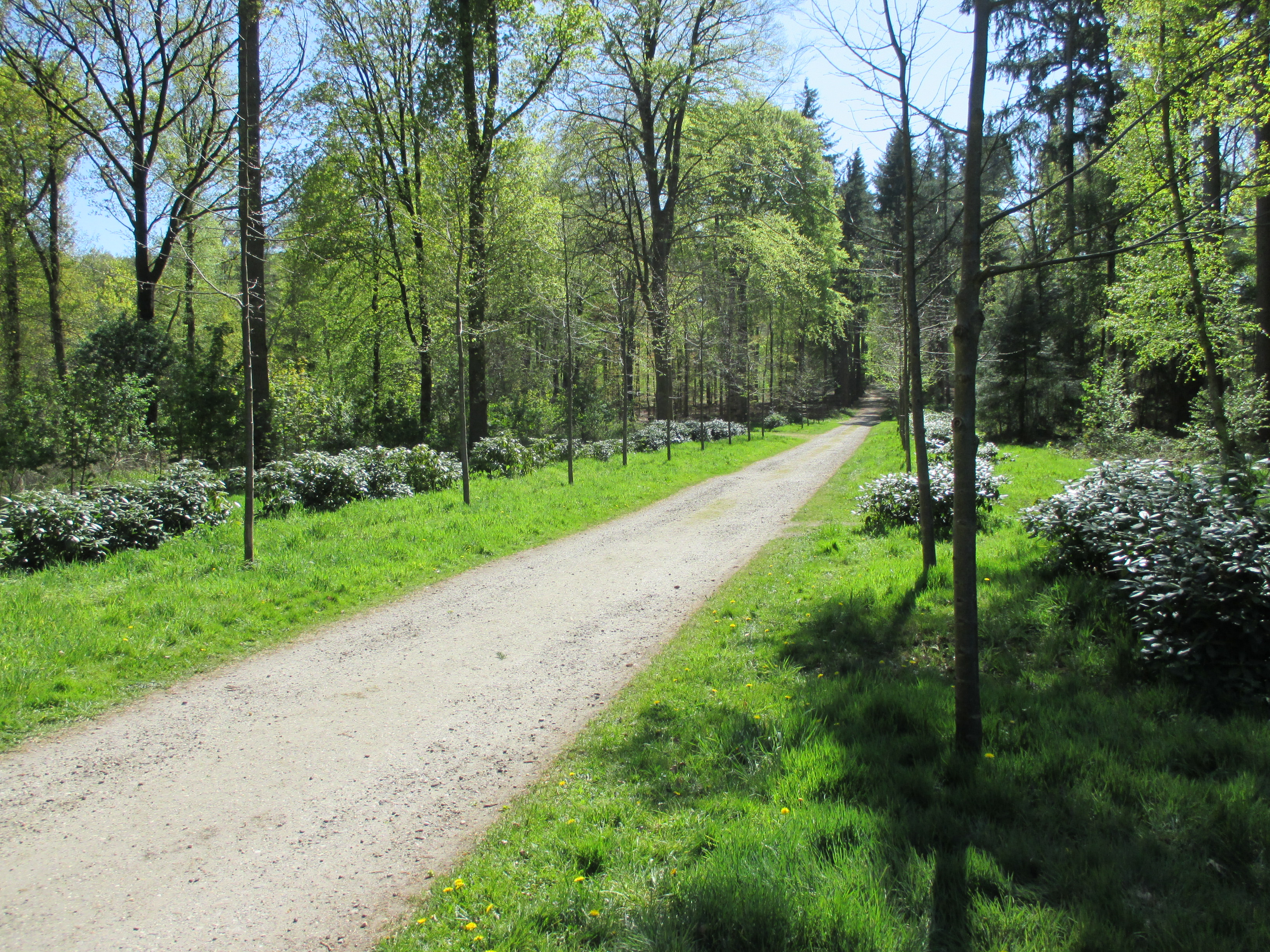
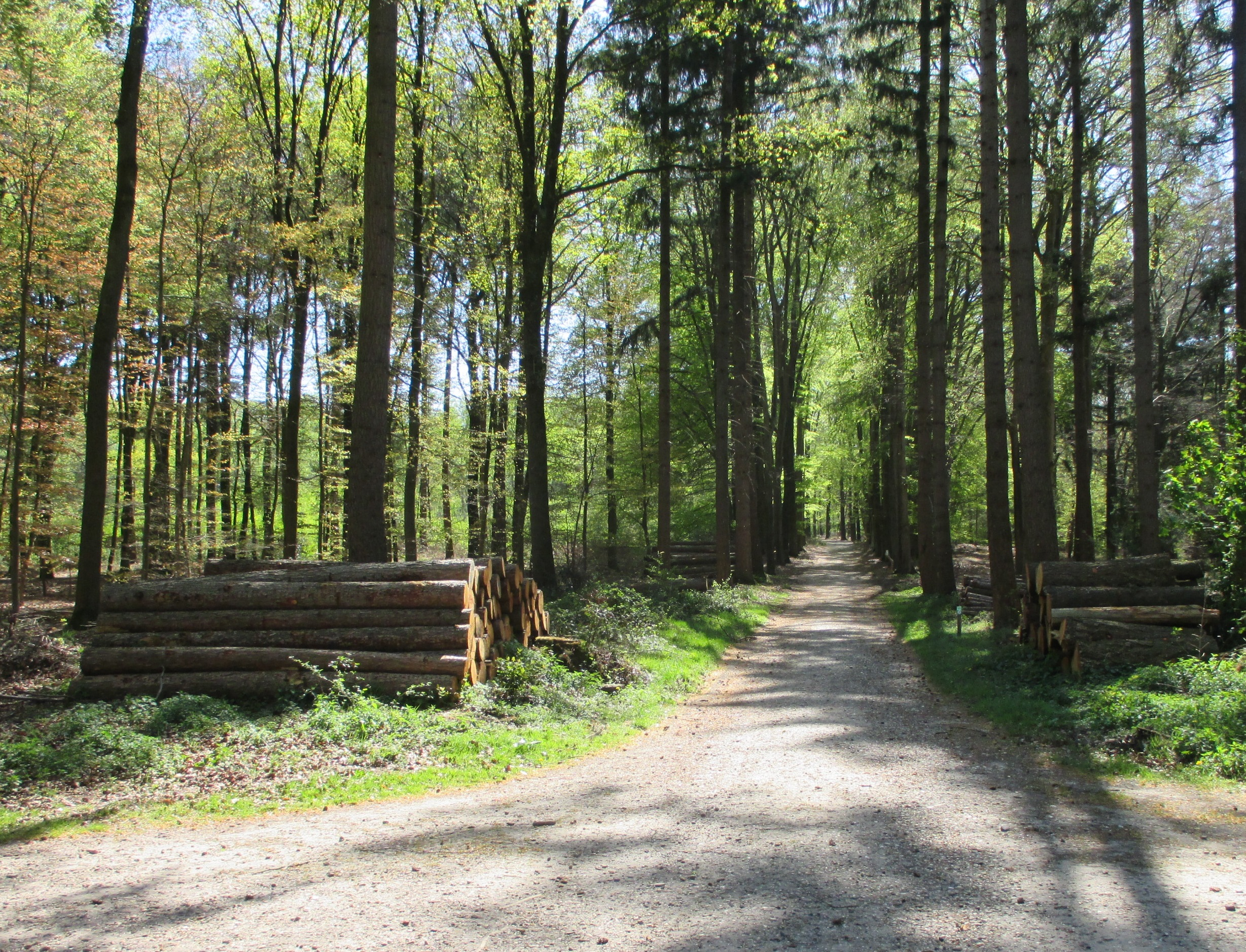
Pad richting bergtop
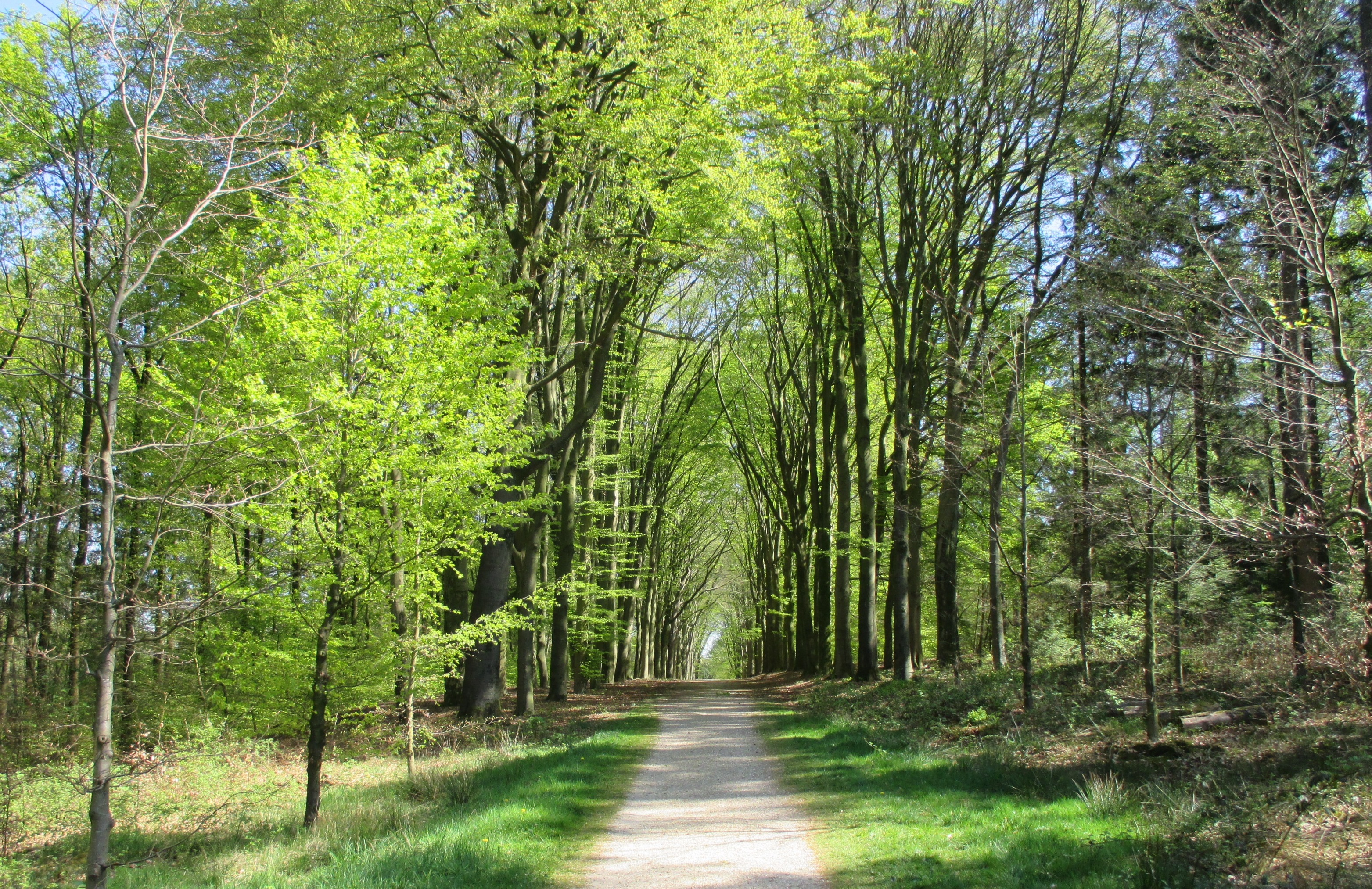
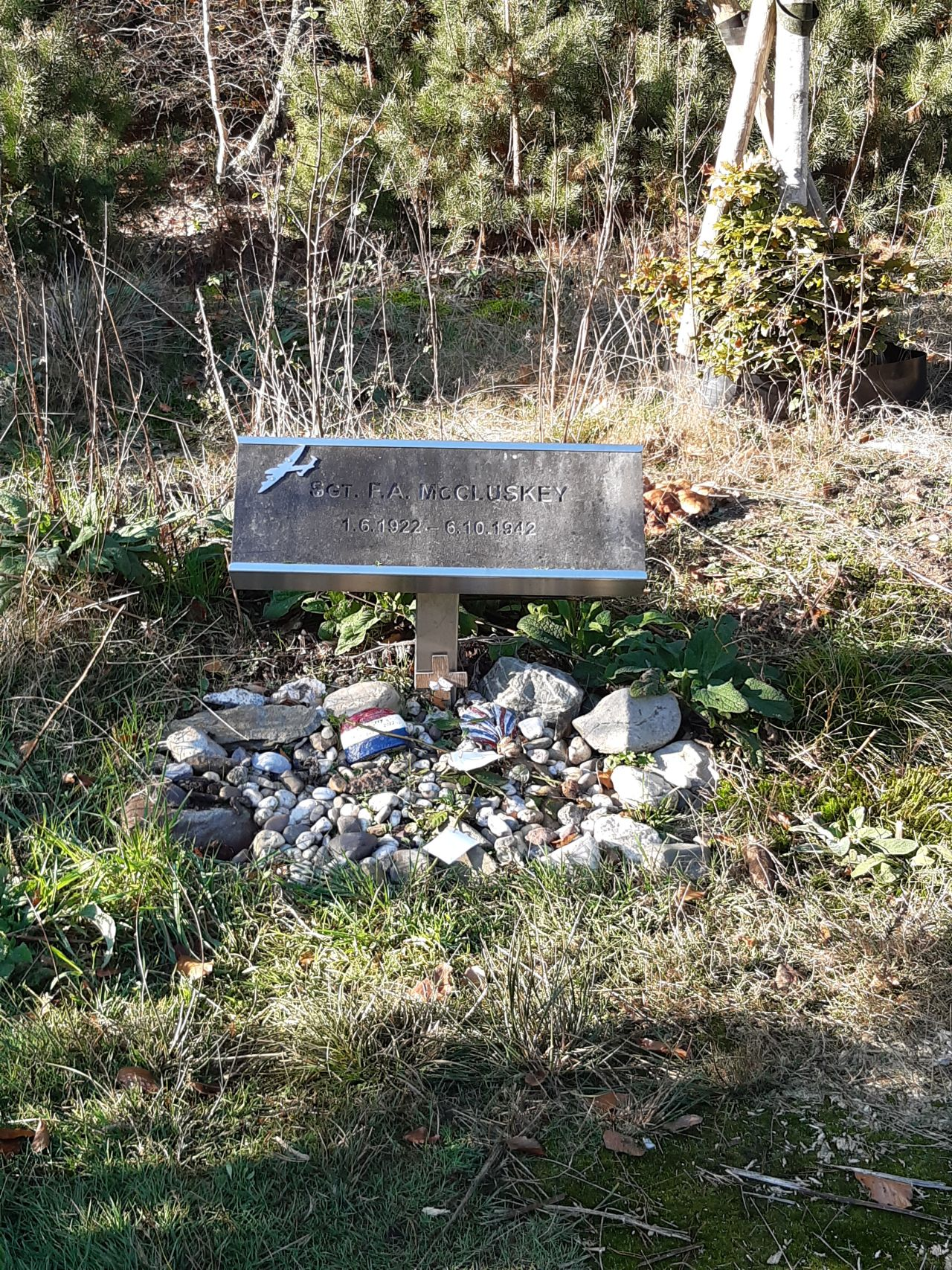
Monument voor Sgt. Francis Anthony McCluskey op de Prattenburgse Berg